# Важа Маргвелашвілі
Важа Маргвелашвілі (груз. ვაჟა მარგველაშვილი; (3 жовтня 1993 , Самеґрело-Земо Сванеті )) — грузинський дзюдоїст, срібний призер Олімпійських ігор 2020 року, чемпіон Європи, призер чемпіонатів світу.

## Біографія
Народився 1993 року в Бердженаулі.
До 2013 року брав участь у змаганнях у надлегкій вазі (до 60 кг).
2012 року став другим на чемпіонаті Європи U20. В кінці 2012 року він виграв свій перший чемпіонат Грузії.
У 2014 році він почав брати участь у змаганнях легкої ваги, (вагова категорія до 66 кг) отримав статус переможця чемпіонату Грузії з дзюдо.
На чемпіонаті Європи 2016 року в Казані він переміг у чвертьфіналі росіянина Арсена Гальстяна та білоруса Дмитра Щерщана. У фіналі Маргвелашвілі переміг британця Коліна Оатаса.
На Олімпійських іграх у Ріо-де-Жанейро у 2016 році він був переможеним у своєму першому поєдинку проти словенця Адріана Гомбока.
На початку 2017 року Маргвелашвілі фінішував третім на турнірі Великого шлему в Парижі та виграв Гран-прі у Дюссельдорфі.
На чемпіонаті Європи 2017 року у Варшаві він був ліквідований у 16-му турі проти словака Матея Поляка. Через чотири місяці на чемпіонаті світу в Будапешті він переміг південнокорейський «Ан-уль» у чвертьфіналі. Після півфінальної втрати від японця Хіфумі Абе він виграв битву за бронзу проти другого південнокорейського Кіма Лім-Хвана.
У 2018 році Маргвелашвілі вийшов у відставку з Чемпіонату Європи 2018 року проти німецького Мішеля Адама та на чемпіонаті світу в Баку проти німця Себастьяна Сейдла. У жовтні він виграв турнір Великого шлему в Абу-Дабі.
У 2019 році Маргвелашвілі вийшов у фінал на Великому шлемі в Парижі, а потім програв Денису Вієру з Республіки Молдова. Чемпіонат Європи 2019 відбувся у рамках Європейських ігор 2019 року в Мінську. Маргвелашвілі у півфіналі програв італійцеві Маттео Медвесу, перемігши Дениса Вієру в битві за бронзову медаль. Через два місяці на чемпіонаті світу в Токіо він вийшов проти Кім Лім-Хвана.
Наприкінці 2019 року він зайняв третє місце на турнірі Masters у Ціндао.